# Vincenzo Bellini
Vincenzo Salvatore Carmelo Francesco Bellini (Catania, 3 de noviembre de 1801-Puteaux, Reino de Francia, 23 de septiembre de 1835) fue un compositor italiano y uno de los tres máximos representantes de la era del bel canto de principios del siglo XIX, junto con los compositores italianos Gioachino Rossini y Gaetano Donizetti.

## Biografía
Hijo del organista Rosario Bellini, recibió las primeras lecciones de música de su padre y de su abuelo Vincenzo Tobia. Bellini fue un niño prodigio y a sus dieciocho meses era capaz de cantar un aria de Valentino Fioravanti, que comenzó a estudiar teoría musical a los dos años de edad, piano a los tres y que a los cinco era capaz de tocarlo con soltura. Su primera composición data de cuando tenía seis años.
Con una beca que le proporcionó el duque de San Martino ingresó en el Colegio de San Sebastián de Nápoles, donde estudió armonía con Giovanni Furno, contrapunto con Giacomo Tritto y composición con el célebre Nicola Zingarelli. 
Compuso música sacra (motetes, misas, etc.), de cámara, un famoso concierto para oboe y sinfónica, pero es la ópera el género musical que le dio fama. Compuso para virtuosos del bel canto, expresión lírica que exige una gran precisión y agilidad vocal. Intentó minimizar las diferencias clásicas entre las partes cantadas y recitadas —arias y recitativos—, manteniendo la tensión dramática.
El estreno de su primera ópera, Adelson e Salvini, se produjo en 1825. Domenico Barbaja, director del Teatro de San Carlos de Nápoles y de La Scala de Milán, se interesó por ella, encargándole varias obras posteriormente.  
Su obra más difundida es Norma, en la que destaca la muy célebre aria Casta Diva, donde se conjuntan la gravedad clásica con un apasionamiento muy romántico en la expresión, siendo este uno de los grandes roles para soprano dentro del repertorio. Durante el siglo XX destacó  en este papel Maria Callas, que fue la más famosa Norma del siglo y quien recuperó el carácter puramente belcantista del papel, enterrado por los excesos veristas de las generaciones de cantantes anteriores.
Luego de tratar de introducirse en el ambiente operístico de Londres con escasa resonancia, Bellini se retiró a París. En Francia le sorprendió la muerte a los 33 años, tras una infección intestinal, probablemente contraída a principios de 1830.
Bellini fue enterrado en el Cementerio del Père Lachaise, donde permaneció durante más de 40 años, cerca de Chopin y Cherubini. En 1876 su cuerpo fue trasladado a la catedral de Catania.
En las diferentes etapas que marcaron el retorno a su país, el ataúd del compositor fue recibido en todas partes con calidez y emoción. Finalmente llegó a su ciudad natal, donde se celebró un solemne funeral al que asistieron miles de personas de Catania, algunos familiares del compositor (entre ellos dos hermanos todavía vivos), y una amplia representación de autoridades civiles, militares y religiosas.
La tumba fue construida por el escultor Giovanni Battista Tassara, mientras que el monumento de la ciudad fue obra de Giulio Monteverde. Sus restos fueron repatriados a Catania por la familia Formica, que donó un Monumento funerario en la catedral de la ciudad y se le ubicó cercano a la tumba de Santa Ágata.

## Óperas

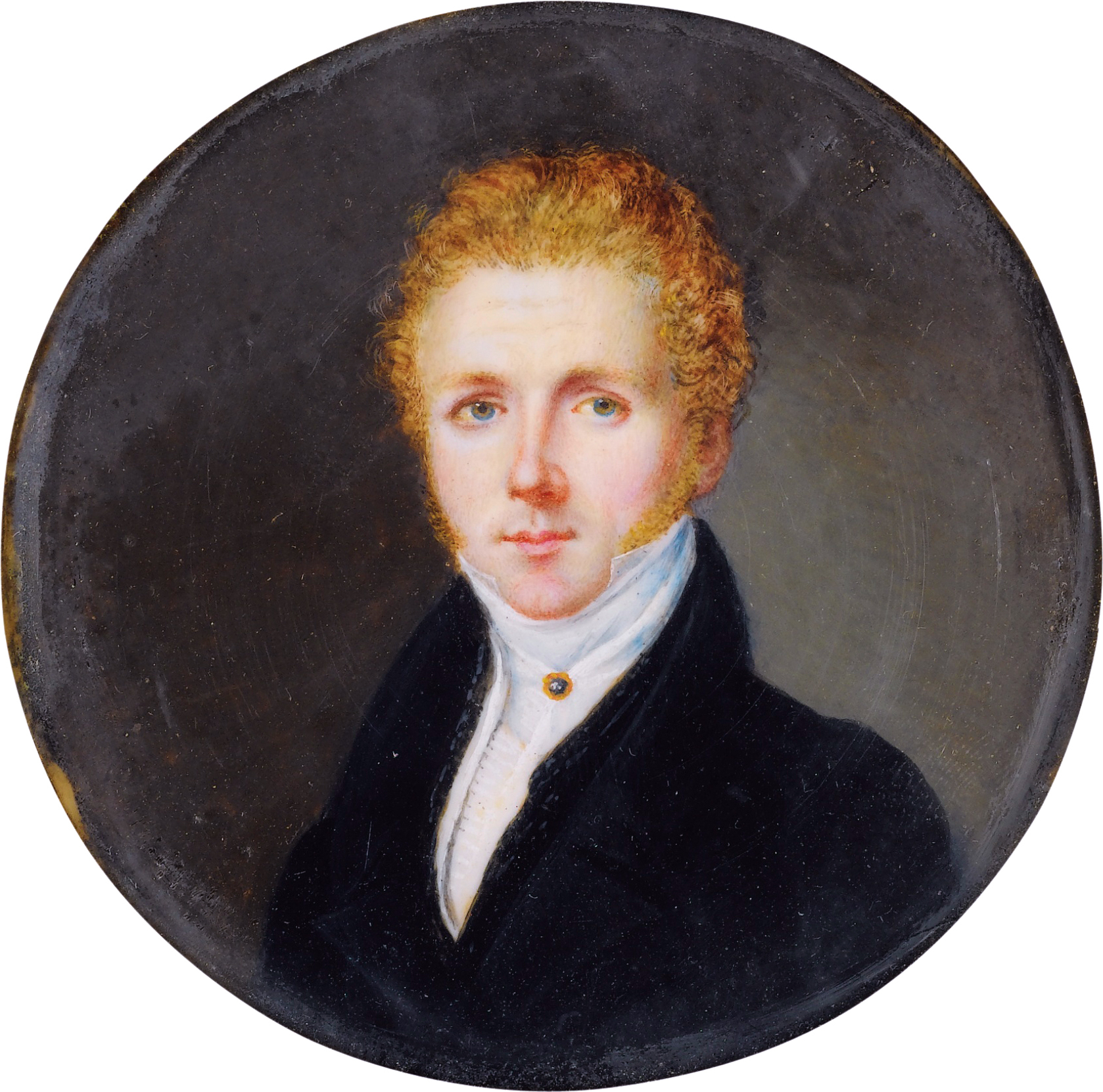
Vincenzo Bellini (cerca de 1830)

- Adelson e Salvini (12 de febrero de 1825 Teatro del Conservatorio di S. Sebastiano, Nápoles)
- Bianca e Gernando (30 de mayo de 1826 Teatro San Carlo, Nápoles); versión revisada: Bianca e Fernando (7 de abril de 1828 Teatro Carlo Felice, Génova).
- Il pirata (27 de octubre de 1827 Teatro de La Scala, Milán)
- La straniera (14 de febrero de 1829 Teatro de La Scala, Milán)
- Zaira (16 de mayo de 1829 Teatro Ducale, Parma)
- I Capuleti e i Montecchi (11 de marzo de 1830 La Fenice, Venecia)
- La sonnambula (6 de marzo de 1831 Teatro Carcano, Milán)
- Norma (26 de diciembre de 1831 Teatro de La Scala, Milán)
- Beatrice di Tenda (16 de marzo de 1833 La Fenice, Venecia)
- I puritani (24 de enero de 1835 Théâtre Italien, París)

## Canciones
Las siguientes quince canciones fueron publicadas como una colección, Composizioni da Camera, por Casa Ricordi en 1935 en el centenario de la muerte de Bellini.
- La farfalletta («canzoncina»).
- Quando incise su quel marmo («scena ed aria»).
- Sogno d'infanzia («romanza»).
- L'abbandono («romanza»).
- L'allegro marinaro («ballata»).
- Torna, vezzosa fillide («romanza»).

Tre Ariette
- Il fervido Desiderio
- Dolente immagine di Fille mia
- Vaga luna, che inargenti

Sei Ariette
- Malinconia, Ninfa gentile
- Vanne, o rosa fortunata
- Bella Nice, che d'amore
- Almen se non poss'io
- Per pietà, bell'idol mio
- Ma rendi pur contento

## Música profana instrumental
- 8 sinfonías, incluido un capriccio o una sinfonía de estudio
- Concierto para oboe en mi bemol mayor
- 7 obras para piano, 3 de ellas a 4 manos
- 1 sonata de órgano en sol mayor

## Música sacra
40 obras sagradas, que incluyen:
- ("Catania" n.º 1) Misa en re mayor (1818)
- ("Catania" n.º 2) Misa en sol mayor (1818)
- Misa de gloria en la menor para solistas, coro y orquesta (1821)
- Misa en mi menor (Nápoles, c. 1823)
- Misa en sol menor (Nápoles, c. 1823)
- Salve regina en La mayor para coro y orquesta (c. 1820)
- Salve regina en fa menor para soprano y piano (c. 1820)